# Nepal na Zimowych Igrzyskach Olimpijskich 2014
Nepal na Zimowych Igrzyskach Olimpijskich 2014 reprezentował jeden zawodnik. Był to czwarty występ reprezentacji Nepalu na zimowych igrzyskach olimpijskich. Daćhiri Śerpa po raz trzeci reprezentował swoje państwo na igrzyskach olimpijskich.

## Skład reprezentacji

### Biegi narciarskie
Mężczyźni
- Daćhiri Śerpa

| Zawodnik      | Konkurencja  | Finał   | Finał   |
| Zawodnik      | Konkurencja  | Czas    | Miejsce |
| ------------- | ------------ | ------- | ------- |
| Daćhiri Śerpa | Bieg łączony | 55:39.3 | 86.     |